# Wünsche (Hannes-Wader-Album)
Wünsche ist ein Album des Sängers und Liedermachers Hannes Wader aus dem Jahre 2001.

## Entstehungsgeschichte
Wünsche ist das erste Studioalbum seit An dich hab ich gedacht – Wader singt Schubert (1997). Auch nach diesem Album sollte der Liedermacher wieder drei Jahre lang kein Studioalbum produzieren. Erst 2004 wurde das Album … und es wechseln die Zeiten produziert.
Wünsche ist ein typisches Wader-Album. Fünf Lieder stammen von Wader selbst. Die restlichen Lieder sind Bearbeitungen von Fremdliedern. Auch drei politische Lieder sind enthalten. Der Rest ist eher dem poetisch-lyrischen Bereich zuzuordnen. Fans kritisierten Waders Abkehr von den politischen Texten früherer Zeiten.
Wader selbst äußert sich wenig zu dieser Kritik, gibt aber zu, dass er nicht bereit sei, sich zu politischen Äußerungen drängen zu lassen. In dem Song „Politik (Mal angenommen)“ vom Album Mal angenommen äußert er sich zu diesen Vorwürfen. Sein weiterhin vorhandenes Interesse an Politik zeigte sich z. B. in seinem Engagement gegen den Irak-Krieg auf der Demonstration am 15. Februar 2003. Dort trug er mit seinem Kollegen Reinhard Mey und Konstantin Wecker sein Antikriegs-Lied Es ist an der Zeit vom gleichnamigen Album aus dem Jahre 1980 vor.

## Titelliste
1. Gestresst – 3:23
2. Wünsche – 3:46
3. Victor Jara – 6:02
4. Kleine Stadt – 4:48
5. Vorfrühling – 4:04
6. Sommernacht – 5:25
7. Novemberlied – 5:38
8. Winternacht – 5:23
9. Vaters Land – 3:48
10. Von der Ehe – 3:03
11. Ich bring dich durch die Nacht – 5:14
12. Indian Summer – 3:24

## Bemerkungen
Wieder produzierte Hannes Wader in Zusammenarbeit mit Ben Ahrens dieses Album.
Jo Barnikel, langjähriger Begleitmusiker Konstantin Weckers, ist zum zweiten Mal auf einem Wader-Album zu hören. Er begleitete Hannes Wader bereits im selben Jahr auf dem Live-Album Was für eine Nacht, ein Tondokument der Sommertournee 2000 mit Konstantin Wecker.
„Gestresst“ ist ursprünglich ein altes, englisches Winteraustreibungslied. Die Gruppe Steeleye Span nahm es als erste auf. Wader selbst lernte dieses Lied 1991 kennen und machte zehn Jahre später seinen eigenen Text darauf.
Bei „Wünsche“ handelt es sich um eine freie Nachdichtung des Liedes „Solo le Pido a Dios“ des Argentiniers León Gieco.
Victor Jara war ein chilenischer Theatermacher und Liedermacher. Das gleichnamige Lied stellt eine Hommage an Jara dar, der 1973 ermordet wurde.
Bei „Kleine Stadt“ handelt es sich um die Übernahme eines Liedes von Phil Coulter. Wader machte einen eigenen Text und hatte dabei die elsässische Stadt Wissembourg im Sinn. Auf dem Album … und es wechseln die Zeiten singt Hannes Wader mit „Petit Ville“ eine französische Version dieses Titels. Bei der Bearbeitung wurde der Liedermacher von Lydie Auvray unterstützt, einer Akkordeonspielerin, mit der Wader zwischen 1980 und 1985 tourte.
Als Hommage an den äußeren Norden Deutschlands, in dem er jahrelang gelebt hat, schrieb der Liedermacher den Jahreszeiten-Zyklus bestehend aus „Vorfrühling“, „Sommernacht“, „Novemberlied“ und „Winternacht“.
In „Vaters Land“ beschäftigt sich Hannes Wader mit den Themen Patriotismus und Nationalstolz. Er stellt die These auf, dass die Deutschen nur dann mit sich zufrieden seien, wenn sie sich über jemanden stellen und auf ihm herumtreten können. Das Identitätsgefühl der Deutschen bleibt unlösbar mit der militärischen Überlegenheit über den Rest der Welt verbunden. Waders Forderung ist daher keine deutsche Identität zuzulassen.
„Von der Ehe“ liegt ein Gedicht von Gibran Khalil Gibran zugrunde. Es wurde vor etwa hundert Jahren geschrieben und häufig bei Hochzeiten gespielt. Damit es feierlich klingt, verwendet Wader eine Melodie von Johann Sebastian Bach.
Mit „Ich bring dich durch die Nacht“ singt Hannes Wader ein Lied seines Freundes und Kollegen Reinhard Mey. Es stammt vom Album Einhandsegler (2001). Bei dem Song handelt sich um ein romantisches Liebeslied.
Mit „Indian Summer“ singt der Liedermacher erstmals das Original zu seinem Lied „Heute hier, morgen dort“. Gary Bolstad, der Originalinterpret von „Indian Summer“, veröffentlichte mit „Day To Day“ eine englischsprachige Version von Waders Text.